# Tillandsia rettigiana
Tillandsia rettigiana är en gräsväxtart som beskrevs av Carl Christian Mez. Tillandsia rettigiana ingår i släktet Tillandsia och familjen Bromeliaceae. Inga underarter finns listade i Catalogue of Life.